# Conquête ziride de Tripoli
La conquête ziride de Tripoli est un affrontement entre les Banou Khazroun, et les Zirides en 1009.

## Contexte
Il y avait un homme nommé Fulful ben Sa'id qui était un prince des Banou Khazar. Il gouvernait Tobna dans la région du Mzab au nom des Zirides, jusqu'en 1001 où il se révolta contre eux. Il captura Tripoli pour lui-même et, cherchant du soutien, reconnut le calife fatimide al-Hakim. Cependant, leur soutien ne fut pas efficace contre les Zirides de Badis ben Mansour. Fulful envoya alors des ambassadeurs au califat de Cordoue, mais cela fut à nouveau inefficace, car Cordoue était plongée dans une guerre civile et ne pouvait donc pas fournir beaucoup de soutien. Fulful décéda en 1009, et fut remplacé par son frère Warru.

## Déroulement
Badis ben Mansur profite de la mort de Fulful et défait Warru, capturant ainsi Tripoli,, et chassant les combattants Maghraouas De plus, au lieu d'exécuter ou de punir Warru, il décide de le nommer gouverneur de Nafusa et lui demande de déplacer sa tribu là-bas au lieu de Tripoli.

## References
1. 1 2 3  (en) Johann Christoph Bürgel, Der Islam im Spiegel zeitgenössischer Literatur der islamischen Welt: Vorträge eines Internationalen Symposiums an der Universität Bern, 11.-14.Juli 1983, Brill Archive, 1985 (ISBN 978-90-04-07707-2, lire en ligne)
2. 1 2  (en) Michael Brett, Fatimid Empire, Edinburgh University Press, 3 février 2017 (ISBN 978-1-4744-2151-5, lire en ligne)
3. ↑  Jacques Thiry, Le Sahara libyen dans l'Afrique du nord médiévale, Peeters Publishers, 1995 (ISBN 978-90-6831-739-8, lire en ligne)
4. ↑  H. R. Idris, La Berbérie orientale sous les Zīrīdes, Xe-XIIe siècles, Librairie d'Amérique et d'Orient, Adrien-Maisonneuve, 1962 (lire en ligne)